# Lophodermium petrakii
Lophodermium petrakii är en svampart som beskrevs av Durrieu 1957. Lophodermium petrakii ingår i släktet Lophodermium och familjen Rhytismataceae.   Inga underarter finns listade i Catalogue of Life.